# Félix de Como
Félix (f. Como, 8 de octubre de 391) ejerció como el primer obispo de Como.
Amigo de Ambrosio de Milán, quién lo elogió por su actividad misionera y lo ordenó sacerdote en 379 y obispo en 386.
Cuándo Basiano de Lodi construyó una iglesia dedicada a los apóstoles en Lodi, la consagró en presencia de Ambrosio y Félix. Es celebrado el 1 de julio.